# Économie de l'Europe

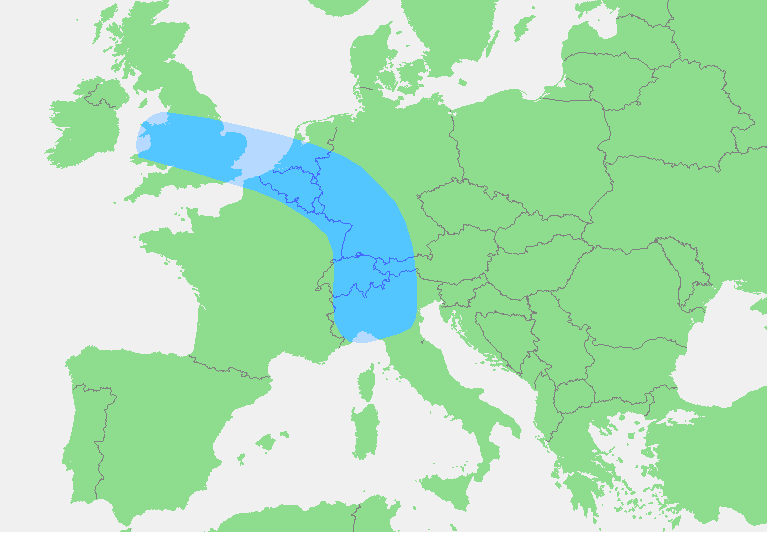
La Mégalopole européenne

| - 0,950 et + - 0,920–0,949 - 0,900–0,919 - 0,800–0,899 | - 0,750–0,799 - 0,700–0,749 - 0,650–0,699 - 00–0,649 - 0,550–0,599 - 0,500–0,549 | - 0,450–0,499 - 0,400–0,449 - 0,350–0,399 - moins de 0,350 - non disponibles |

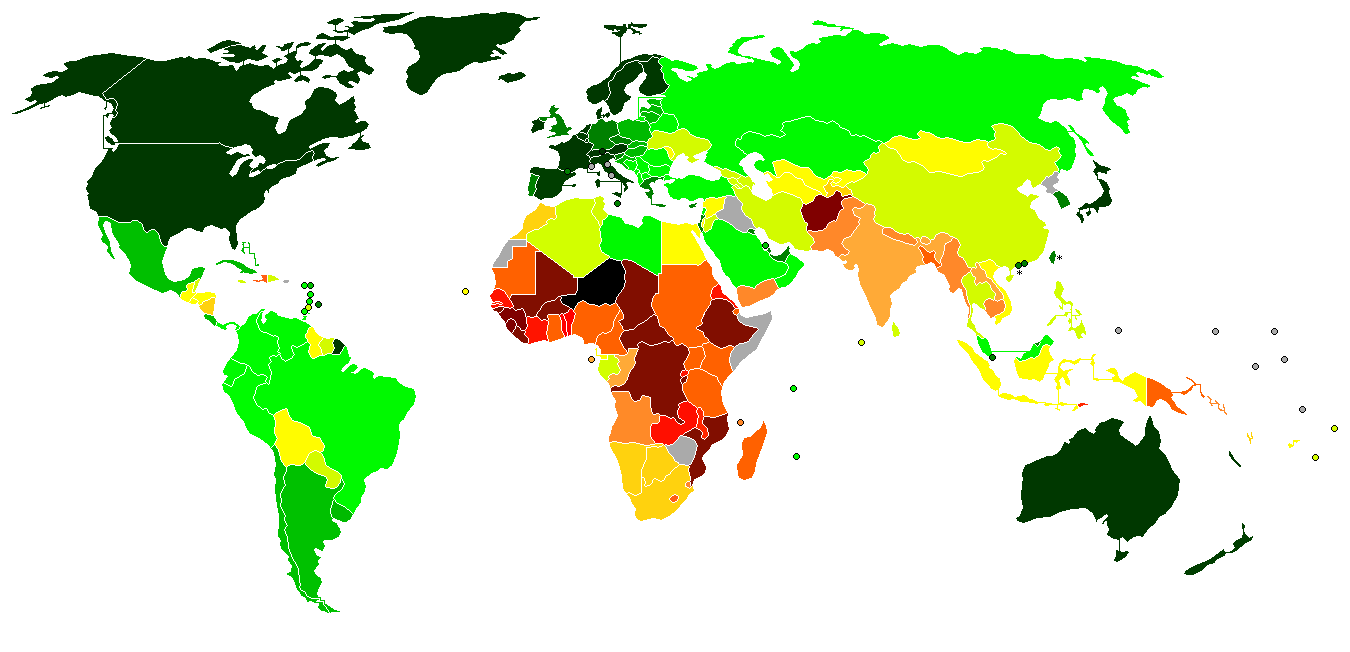
Pays du Monde selon leur IDH en 2009.

Si l’Europe est l'une des régions les plus riches et développées du monde,, elle n'est pas un espace économiquement homogène : tous les pays européens ne sont pas des pays développés : l'Ukraine et la Moldavie font exception et sont classés comme pays à développement moyen avec un IDH inférieur à 0,8. L’Europe de l'Ouest et l'Europe du Nord très prospères contrastent avec certaines régions moins riches d'Europe centrale, d'Europe de l'Est (Moldavie, Ukraine, certaines régions de Roumanie, Russie) et d'Europe du Sud (Albanie, Serbie, Macédoine, certaines régions de Bulgarie, Italie du Sud, certaines régions d'Espagne, de Grèce et du Portugal).
La mégalopole européenne constitue le cœur économique de l'Europe.
On peut ainsi distinguer principalement les pays de l'ancien bloc de l'Ouest, développés et avec une croissance faible et les pays de l'ancien bloc de l'est moins développés mais à plus forte croissance.
L’Union européenne, principal ensemble de la région, est la deuxième puissance économique du monde. Tous ses pays membres commercent entre eux librement grâce au Marché commun, et dix huit de ses pays ont accentué leur collaboration au sein de la zone euro. Des accords de libre-échange ont également été passés avec des pays partenaires, comme la Suisse.

## Historique

Durant la guerre froide, l'économie des États-Unis et de l'Europe de l'Ouest n'a jamais pu être surpassée. Voici un graphique montrant, de 1950 à 1989, le PNB de l'URSS, de l'Europe de l'Ouest et de l'Europe de l'Est en % par rapport à celui des États-Unis.

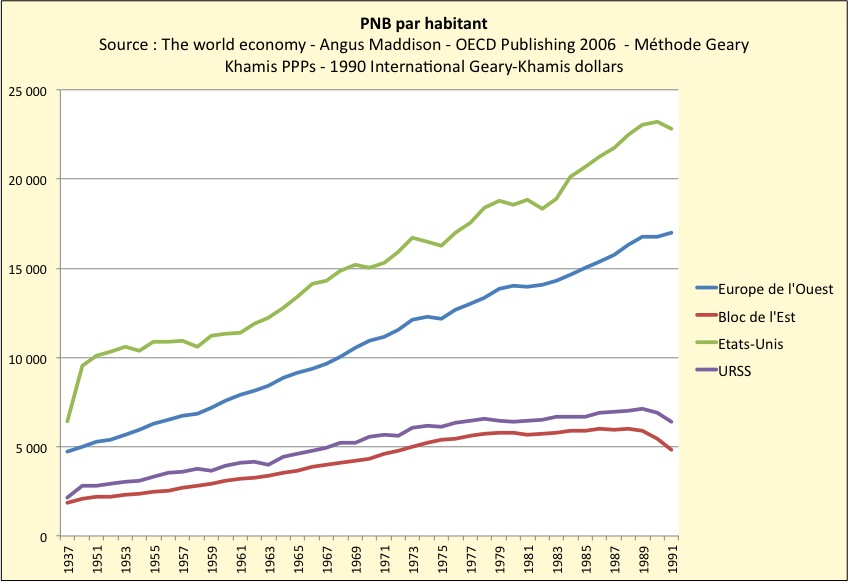
Graphique montrant, de 1950 à 1991, le PNB par habitant en dollars Geary-Khamis de l'URSS, de l'Europe de l'Ouest, de l'Europe de l'Est et des États-Unis.

Depuis l'époque romaine, l’Europe est une des régions économiques les plus puissantes[réf. souhaitée]. La Révolution industrielle, qui débuta en Grande-Bretagne à la fin du XVIIIe siècle, s'est étendue progressivement en Europe et a consacré la région comme le cœur économique mondial jusqu’à la Première Guerre mondiale[réf. souhaitée].

### Le rattrapage économique
Les pays l'Europe du Sud (Espagne, Grèce, Croatie), certains pays d'Europe centrale (République tchèque, Slovaquie, Slovénie, Hongrie, Pologne) ainsi que l’Irlande et l'Estonie, ont bénéficié grâce à leur entrée dans l’Union européenne d'un grand accélérateur de développement économique.[réf. nécessaire]
Les campagnes furent longtemps les réservoirs de main-d'œuvre pour les villes industrielles du centre de l'Europe. Partout, la modernisation est en cours : la part de l'agriculture dans la population active et dans le PIB a fortement diminué après 1945, cette évolution n'étant pas encore achevée à l'Est : en 2001, 26 % de la population active de la Pologne est employée dans le secteur agricole, ce taux atteint 36,8 % en Roumanie.
Les pays d'Europe centrale et d'Europe de l'Est qui ont adhéré à l'UE connaissent une croissance rapide, et leur niveau de vie se rapproche progressivement de celui du reste de l'UE.[réf. nécessaire]

### Les nouveaux défis
Le vieillissement que connaît l'Europe pourrait selon nombre d'analystes économiques être un danger au fonctionnement de son économie dans quelques années.

## Des disparités importantes
Les régions les plus riches appartiennent à la mégalopole européenne, vaste triangle délimité par Londres, Milan et Hambourg, et qui constitue le cœur économique de l’Europe. On parle également de la « banane bleue », d’Axe rhénan ou encore de « dorsale européenne »[réf. souhaitée].
Ces régions, qui ont connu une révolution industrielle précoce, sont les plus urbanisées et les mieux équipées en matière d'infrastructures (ferroviaires et routières notamment),. Malgré la crise qui affecte certains centres industriels (par exemple, certaines régions de Belgique et du Nord de la France), les habitants de cette partie de l’Europe bénéficient globalement des revenus les plus élevés[réf. souhaitée].
On parle habituellement des Pays d'Europe centrale et orientale pour désigner les anciens États satellites de l'URSS.
Les pays d'Europe centrale qui ont récemment rejoint l'Union européenne, bénéficient eux, d'un transfert industriel en provenance d'Europe de l'Ouest, d'Allemagne ou d'Europe du Nord. Les régions d’Europe de l'Est, en reconversion après leur sortie de l’URSS, ont par comparaison un revenu par habitant faible et, parfois, un chômage élevé, mais en forte régression au cours des années 2000. En général, les régions périphériques européennes (Sud de l’Italie, Portugal, Grèce…) sont moins riches que le centre, même si l’Europe du Nord, prospère et située sur la frontière technologique, semble faire exception. 
Les PECO ont adopté des réformes libérales qui leur permettent de connaître une croissance rapide ; le PIB par habitant de la Slovénie, de la République tchèque et de la Slovaquie a ainsi déjà dépassé celui du Portugal voire celui de la Grèce.

### Le cas de la Russie
L'économie de la Russie est largement tributaire de l'exploitation de ses immenses ressources naturelles pétrolières et gazières. Le prix du baril de pétrole est ainsi un élément clé de la bonne santé de l'économie russe : il signifie une stabilité budgétaire, une croissance économique, et une amélioration du marché du travail pour ce pays.
Moscou est l'une des villes qui abrite le plus de milliardaires au monde , parallèlement l'augmentation du coût de la vie rend difficile la vie quotidienne des plus modestes. Cette indication illustrative d'une grande fracture sociale, montre bien que la Russie a tourné définitivement la page du communisme. La capitale russe est également la première agglomération urbaine d'Europe avec 14,7 millions d'habitants, devant Londres et Paris.

### Les pays non adhérents à l’UE
La Suisse, la Norvège, l'Islande, trois pays très riches d’Europe, ont fait le choix (par référendum) de ne pas adhérer à l'UE, en partie en raison de leurs particularités économiques ; l'économie de la Norvège, une des plus riches au monde, bénéficie d'importants gisements pétroliers. L'économie de la Suisse repose sur des produits à haute valeur ajoutée. L'économie de l'Islande est également particulière pour la pêche (la récente crise économique qui frappe ce pays l'a cependant récemment amené à réexaminer sa position en faveur d'une prochaine adhésion).
Les micro-États d'Europe (Monaco, Liechtenstein, Saint-Marin, Vatican) ainsi qu'Andorre, prospères, ne sont pas non plus membres, mais entretiennent des liens étroits avec l'UE.

## Les différents ensembles économiques européens
L’Union européenne
L’Association européenne de libre-échange (AELE)
L'AELE a été créée en mai 1960 comme alternative pour les pays européens qui ne voulaient pas rentrer dans l'UE. Seuls l'Islande, la Norvège, la Suisse et le Liechtenstein font désormais partie de l'AELE, les autres pays ayant progressivement rejoint l'Union européenne.
L’Espace économique européen (EEE)
Créé en 1994, l’Espace économique européen permet aux pays de l'AELE de participer au Marché commun sans avoir à adhérer à l'UE. Seule la Suisse ne fait pas partie de l'EEE, mais elle a signé par ailleurs un traité bilatéral de libre-échange avec l'UE.
L’Accord de libre-échange centre européen (ALECE)
Créé en 1992, l’ALECE est une communauté économique de pays du Sud-Est de l’Europe.
La Communauté des États indépendants (CEI)
La CEI est constituée de 12 anciennes républiques soviétiques, et est essentiellement une enceinte de dialogue entre pays de l'ex-URSS, avec un contenu économique limité (nombreux accords bilatéraux de libre-échange entre les membres).